# 葭池溫泉前站
葭池溫泉前站（日语：／ Yoshiike-Onsenmae eki */?）位於日本山梨縣富士吉田市富士見四丁目，屬於富士急行大月線的車站，車站編號為FJ13。

## 歷史
- 1930年（昭和5年）1月21日：富士山麓電氣鐵道的尾垂礦泉前站開業。
- 1939年（昭和14年）：站名改為葭池溫泉前站。
- 1960年（昭和35年）5月30日：公司名改為富士急行。

## 車站結構
側式月台1面1線的地面車站。

## 使用情況
2017年度（平成25年度）1日平均上下車人次為132人。

## 相鄰車站
富士急行
■大月線
壽（FJ12）－葭池溫泉前（FJ13）－下吉田（FJ14）

## 外部連結
- 葭池溫泉前站 （页面存档备份，存于） - 富士急行